# Desapariciones en Causeway Bay Books
Las desapariciones en Causeway Bay Books de 2015 son una serie de desapariciones internacionales que afectan a cinco miembros del personal de Causeway Bay Books, una antigua librería situada en Causeway Bay, Hong Kong, entre octubre y diciembre de 2015. Al menos dos de ellos desaparecieron en China continental, y uno en Tailandia. Otro de los miembros fue visto por última vez en Hong Kong, y finalmente se reveló que estaba en Shenzhen, al otro lado de la frontera china, sin los documentos de viaje necesarios para haber cruzado la frontera por vías legales.
Se creía en general que los libreros estaban detenidos en la China continental, y en febrero de 2016 las autoridades provinciales de Guangdong confirmaron que los cinco habían sido detenidos en relación con un antiguo caso de tráfico en el que estaba implicado Gui Minhai. Si bien la respuesta a las desapariciones de octubre no fue gran cosa, tal vez debido a la frecuencia de las desapariciones forzosas y detenciones extrajudiciales en China, el hecho de que esto se replicase en Hong Kong, y los extraños acontecimientos que acontecieron, conmocionaron a la ciudad y cristalizaron la preocupación internacional por el posible secuestro de ciudadanos de Hong Kong por funcionarios de la Oficina de Seguridad Pública de China, así como la violación de varios artículos de la Ley Básica. En su informe al Gobierno y al Parlamento británicos a principios de enero de 2016, el Secretario de Relaciones Exteriores Philip Hammond dijo que el incidente era "una grave violación de la Declaración Conjunta Sinobritánica sobre Hong Kong y socava el principio de un país, dos sistemas".
Poco a poco, los cinco libreros fueron reapareciendo, y, tras confesar en televisión haber conspirado para publicar falsedades sobre el Presidente Xi, se les permitió volver a Hong Kong a renunciar a sus derechos y cerrar sus casos de desaparición. Aunque posteriormente la mayoría volvieron a China, uno de ellos, Lam Wing-kee, refundó causeway books en el exilio en Taiwán, y otro, Gui Minhai, ha sido condenado a diez años de cárcel por revelar secretos oficiales tras ser secuestrado frente a los diplomáticos suecos con los que viajaba.

## Los cinco libreros
En orden de su desaparición, los cinco libreros son:
- Lui Por (呂波), nacido en 1970, el gerente, desapareció el 15 de octubre en Shenzen, cuando estaba con su esposa.[12] El 14 de octubre de 2015 se conectó por última vez al ordenador de la librería.
- Cheung Jiping (張志平, nacido en 1983), gerente de Mighty Current, fue secuestrado el 15 de octubre, también después de visitar Shenzen, aunque no junto a Lui.[13]
- Gui Minhai (桂民海), nacido en 1966, fue secuestrado en su casa de vacaciones en Pattaya (Tailandia) el 17 de octubre de 2015.[12] El 6 de noviembre,  llamó a su esposa para decirle que estaba a salvo pero que no estaba dispuesto a revelar su paradero. Debido a su nacionalidad sueca,[14] su familia contactó a la embajada, que presentó una denuncia a la Interpol. Las autoridades tailandesas afirmaron no tener registro de su salida oficial del país.[15] Se sospecha su desaparición fue a causa de la publicación, prevista para principios de 2016, del ebook Xi Jinping y sus amantes.[16]
- Lam Wing-kee (林榮基) nacido en 1955, es el fundador de la librería, donde pasaba largas horas y, ocasionalmente, dormía. El 24 de octubre, cuando intentaba cruzar la frontera con libros de contrabando, fue detenido, trasladado en un furgón a Shenzen e interrogado en Ningbo.[17][18]
- Lee Po (también llamado Paul Lee, 李波, y nacido en 1950) es un ciudadano británico y esposo de Sophie Choi. Desde la desaparición de cuatro de sus colegas, había estado haciendo entrevistas anónimas en varios medios de comunicación, y fue visto por última vez el 30 de diciembre.[17] Su esposa dio la alarma cuando no regresó a la cena. Fue el caso más controvertido ya que su secuestro se llevó a cabo en Hong Kong.

## Informe de la Foreign & Commonwealth Office al Parlamento del Reino Unido

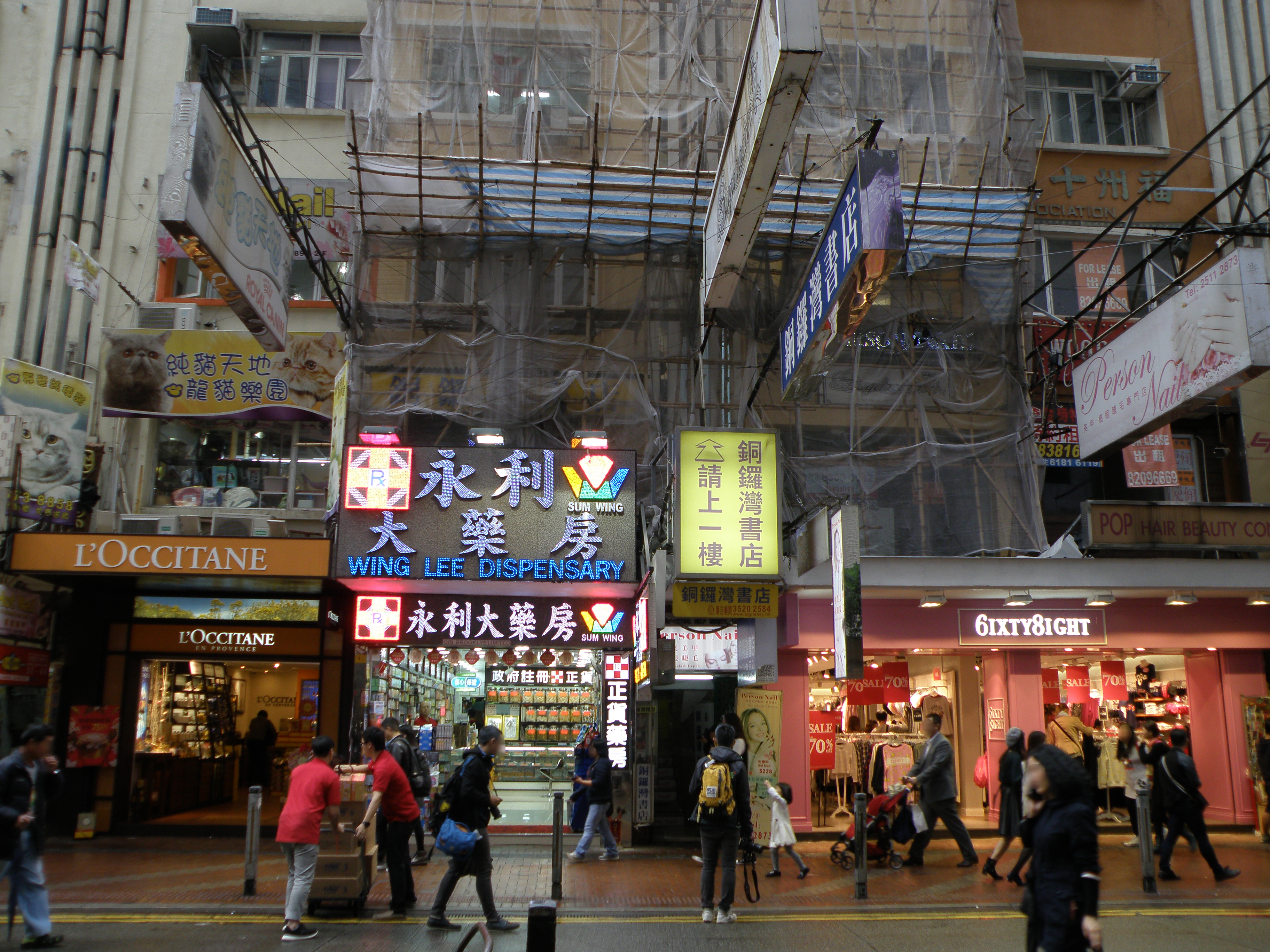
La primera librería de Causeway Bay Books (1994-2015) en 531 Lockhart Road, Causeway Bay

En su informe semestral sobre Hong Kong para el segundo semestre de 2015, el Secretario de Relaciones Exteriores británico dijo: 

"La inexplicable desaparición de cinco individuos asociados con una librería y una editorial de Hong Kong ha planteado serias dudas en Hong Kong. Me preocupa especialmente la situación del Sr. Lee Po, ciudadano británico. Los hechos del caso siguen sin estar claros, pero nuestra información actual indica que el Sr. Lee fue trasladado involuntariamente al continente sin ningún tipo de proceso legal que siguera las leyes honkonguesas. Esto constituye una grave violación de la Declaración Conjunta Sinobritánica sobre Hong Kong y socava el principio de "Un país, dos sistemas" que garantiza a los residentes de Hong Kong la protección de un sistema jurídico propio. En nuestros contactos con el Gobierno chino al más alto nivel, hemos pedido el regreso inmediato del Sr. Lee a Hong Kong. Instamos a los Gobiernos de China y de la RAE de Hong Kong a que aseguren a la población que la aplicación de la ley es responsabilidad exclusiva de las autoridades de la RAE de Hong Kong, y que los derechos y libertades fundamentales de sus residentes seguirán estando plenamente protegidos y serán respetados por todos, de conformidad con la Declaración Conjunta y la Ley Básica"  

## Destrucción de las existencias de la primera librería
Hasta las desapariciones, la primera librería mantenía un stock de libros para la venta - más de cien mil unidades - en dos almacenes. Uno de los almacenes, que contenía unos 45 000 libros, fue vaciado según las instrucciones de la accionista Sophie Choi, y un ayudante de la librería dijo que Choi ordenó la destrucción de las existencias con la esperanza de que las autoridades chinas acelerasen el regreso de su marido.

## Reaparición de los libreros
Poco a poco, los cinco libreros fueron reapareciendo. El 28 de febrero de 2016, Lui Por, Cheung Jiping, y Lam Wing-kee aparecieron en Phoenix TV, un canal basado en Hong Kong, rodeados de policía honkonguesa y retransmitiendo desde un lugar no especificado de china continental, confirmando y confesando haber ayudado a Gui Minhai en la redacción y distribución de libros con contenido falso en contra del Presidente Xi. El 4 y 6 de abril, Lui y Cheung entraron a Hong Kong y pidieron que se cerraran sus casos de desaparecidos, rechazando ayuda del gobierno regional y volviendo al continente poco después. Lam hizo lo mismo el 13 de junio, convocando una conferencia de prensa en la que declaró haber sido secuestrado, maniatado y mantenido en confinamiento solitario durante varios días. Indicó que sus confesiones del 28 de febrero habían sido forzadas, y que había sido obligado a trabajar en una librería en Shaoguan hasta que se le prometió la libertad a cambio de un disco duro con información de los clientes de la tienda que debía recoger en Hong Kong, y que finalmente no entregó.

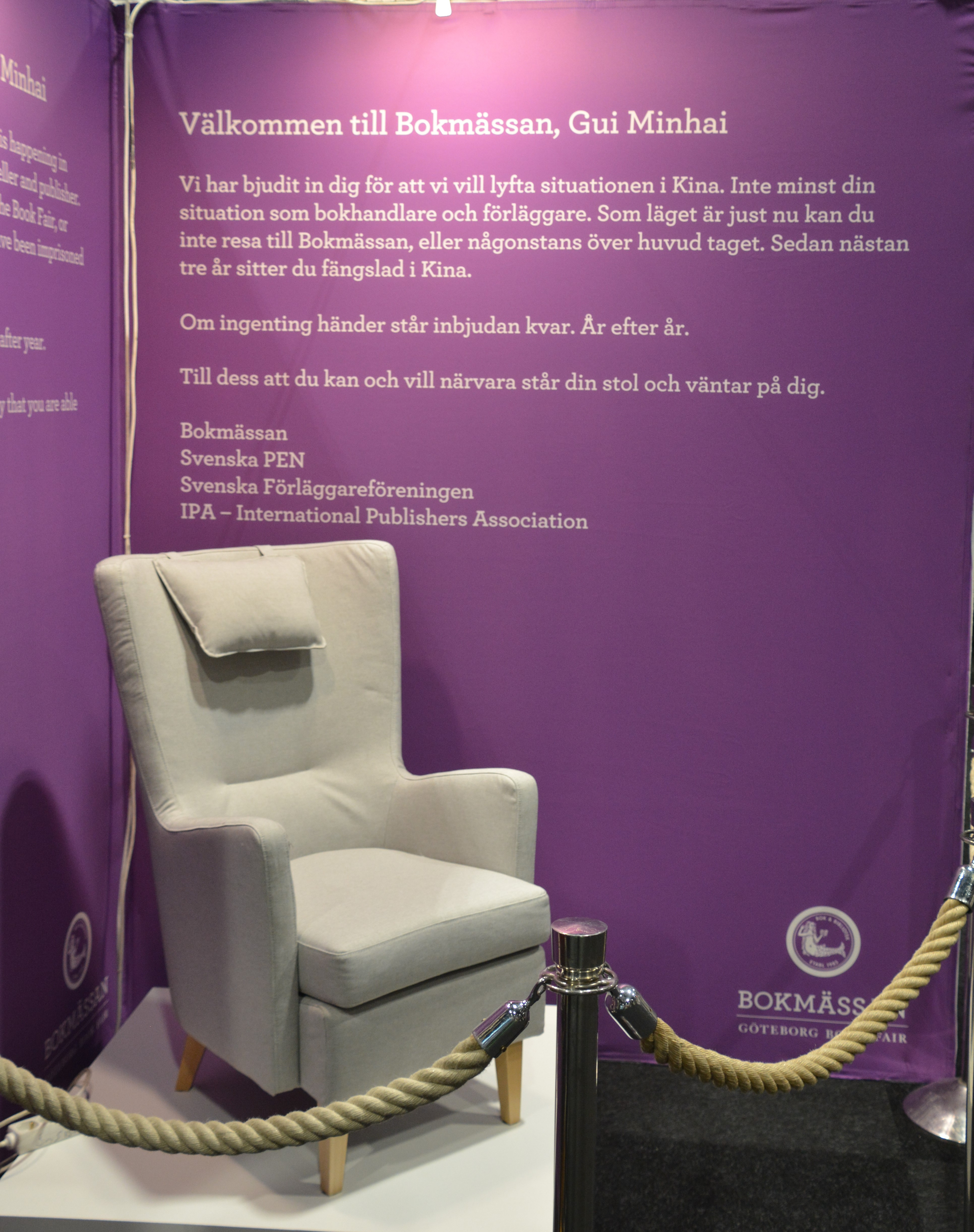
Silla para de Gui Minhai en la Feria del Libro de Gotemburgo de 2018, donde se le otorgó, en ausencia, el Premio Kurt Tucholsky para autores perseguidos

Respecto a Lee Po, entre el 10 de enero y el 29 de febrero de 2016, se habían publicado cartas en las que se decía a salvo y criticaba los trabajos de Gui; en una confesión televisada por Phoenix el mismo 29, mantuvo dicha versión, diciendo que se había ausentado voluntariamente y en secreto para no llamar la atención mientras colaboraba en la investigación contra Gui, aunque sin dar detalles acerca de como le dejaron entrar en China continental sin su pasaporte. El 24 de marzo, siguió a senda de sus colegas, y entró a Hong Kong en un camión del gobierno chino, renunció a sus derechos y a su nacionalidad británica, y fue escoltado de vuelta a China tras prometer no volver a vender libros prohibidos nunca más.
Por último, Gui Minhai confesó el 17 de enero en la televisión pública china que era culpable del atropello de un estudiante en 2005 y que su desaparición se debía a que su conciencia le había incitado a buscar que se le persiguiera por el crimen, entregándose a la policía china. El hecho de que la confesión llegase tras tres meses incomunicado en la televisión pública a llevado a Reporteros Sin Fronteras a acusarla de preparada, con el Washington Post indicando que:

"La narración parece desordenada e incoherente, mezclando los posibles hechos con lo que parece ser pura ficción. Se siente ilógico, incluso absurdo. Pero ese puede ser el punto. Las confesiones televisadas no tienden a buscar la lógica, o la verdad. Buscan el miedo".

En octubre de 2017, fue liberado permitiéndosele vivir en su Ningbo natal bajo fuerte vigilancia policial. En enero de 2018, cuando viajaba a someterse a un examen médico en la embajada sueca en Beijing, fue secuestrado delante de los diplomáticos que le acompañaban, supuestamente por compartir información secreta con ellos. En enero de 2019, la hija de Gui, Angela, afirmó que la embajadora sueca en Beijing, Anna Lindstedt, la había invitado a una reunión en Estocolmo con varios empresarios chinos en la que trataron de cambiar la libertad de Gui por su silencio. Las autoridades suecas desautorizaron las negociaciones, y Lindstedt está siendo juzgada por sus acciones.
En 2019, recibió in absentia el premio Kurt Tucholsky para autores perseguidos. Pese a las repetidas protestas suecas, sigue encarcelado, y se le ha condenado a 10 años de cárcel en febrero de 2020.